# Pallamano ai Giochi della XXXI Olimpiade
I tornei olimpici di pallamano dei Giochi di Rio de Janeiro si sono svolti tra il 6 e il 21 agosto 2016. L'impianto che ha ospitato l'evento è stato l'Arena do Futuro, situato all'interno del parco olimpico di Rio de Janeiro.
Hanno preso parte al torneo 12 formazioni maschili e 12 formazioni femminili. Il torneo maschile è stato vinto dalla Danimarca, mentre il torneo femminile è stato vinto dalla Russia.

## Calendario
| Uomini |     | 1ºT |     | 1ºT |     | 1ºT |     | 1ºT |     | 1ºT |    | QF |    | SF |     | Fin | 1 |
| Donne  | 1ºT |     | 1ºT |     | 1ºT |     | 1ºT |     | 1ºT |     | QF |    | SF |    | Fin |     | 1 |
| Totale |     |     |     |     |     |     |     |     |     |     |    |    |    |    | 1   | 1   | 2 |

| Gironi preliminari | Quarti di finale | Semifinali | Finali |

## Squadre partecipanti

### Torneo maschile
|                                     | Data                          | Sede      | Posti | Qualificate       |
| ----------------------------------- | ----------------------------- | --------- | ----- | ----------------- |
| Paese organizzatore                 |                               |           | 1     | Brasile           |
| Campionato mondiale 2015            | 15 gennaio - 1º febbraio 2015 | Qatar     | 1     | Francia           |
| Giochi Panamericani 2015            | 16-25 luglio 2015             | Canada    | 1     | Argentina         |
| Torneo asiatico di qualificazione   | 14-27 novembre 2015           | Qatar     | 1     | Qatar             |
| Campionato europeo 2016             | 15-31 gennaio 2016            | Polonia   | 1     | Germania          |
| Campionato africano 2016            | 21-30 gennaio 2016            | Egitto    | 1     | Egitto            |
| Torneo olimpico di qualificazione 1 | 8-10 aprile 2016              | Polonia   | 2     | Polonia Tunisia   |
| Torneo olimpico di qualificazione 2 | 8-10 aprile 2016              | Svezia    | 2     | Slovenia Svezia   |
| Torneo olimpico di qualificazione 3 | 8-10 aprile 2016              | Danimarca | 2     | Danimarca Croazia |
| Totale                              |                               |           | 12    |                   |

### Torneo femminile
|                                     | Data               | Sede               | Posti | Qualificate         |
| ----------------------------------- | ------------------ | ------------------ | ----- | ------------------- |
| Paese organizzatore                 |                    |                    | 1     | Brasile             |
| Campionato europeo 2014             | 7-21 dicembre 2014 | Croazia & Ungheria | 1     | Spagna              |
| Torneo africano di qualificazione   | 19-21 marzo 2015   | Angola             | 1     | Angola              |
| Giochi Panamericani 2015            | 15-24 luglio 2015  | Canada             | 1     | Argentina           |
| Torneo asiatico di qualificazione   | 20-25 ottobre 2015 | Giappone           | 1     | Corea del Sud       |
| Campionato mondiale 2015            | 5-20 dicembre 2015 | Danimarca          | 1     | Norvegia            |
| Torneo olimpico di qualificazione 1 | 18-20 marzo 2016   | Francia            | 2     | Paesi Bassi Francia |
| Torneo olimpico di qualificazione 2 | 18-20 marzo 2016   | Danimarca          | 2     | Romania Montenegro  |
| Torneo olimpico di qualificazione 3 | 18-20 marzo 2016   | Russia             | 2     | Russia Svezia       |
| Totale                              |                    |                    | 12    |                     |

## Risultati in dettaglio

### Torneo maschile
|         | Pos. | Nazionale | G | V | N | P | GF  | GS  | DR  |
| ------- | ---- | --------- | - | - | - | - | --- | --- | --- |
| Oro     | 1    | Danimarca | 8 | 6 | 0 | 2 | 230 | 211 | +19 |
| Argento | 2    | Francia   | 8 | 6 | 0 | 2 | 241 | 209 | +32 |
| Bronzo  | 3    | Germania  | 8 | 6 | 0 | 2 | 246 | 217 | +29 |
|         | 4    | Polonia   | 8 | 4 | 0 | 4 | 222 | 227 | -5  |
|         | 5    | Croazia   | 6 | 4 | 0 | 2 | 174 | 164 | +10 |
|         | 6    | Slovenia  | 6 | 4 | 0 | 2 | 167 | 163 | +4  |
|         | 7    | Brasile   | 6 | 2 | 1 | 3 | 168 | 184 | -16 |
|         | 8    | Qatar     | 6 | 2 | 1 | 3 | 144 | 161 | -17 |
|         | 9    | Egitto    | 5 | 0 | 1 | 4 | 129 | 143 | -14 |
|         | 10   | Argentina | 5 | 1 | 0 | 5 | 110 | 126 | -16 |
|         | 11   | Svezia    | 5 | 2 | 0 | 3 | 132 | 131 | +1  |
|         | 12   | Tunisia   | 5 | 0 | 1 | 4 | 118 | 145 | -27 |

### Torneo femminile
|         | Pos. | Nazionale     | G | V | N | P | GF  | GS  | DR  |
| ------- | ---- | ------------- | - | - | - | - | --- | --- | --- |
| Oro     | 1    | Russia        | 8 | 8 | 0 | 0 | 256 | 230 | +26 |
| Argento | 2    | Francia       | 8 | 6 | 0 | 2 | 188 | 164 | +24 |
| Bronzo  | 3    | Norvegia      | 8 | 6 | 0 | 2 | 247 | 205 | +42 |
|         | 4    | Paesi Bassi   | 8 | 2 | 2 | 4 | 216 | 218 | -2  |
|         | 5    | Brasile       | 6 | 4 | 0 | 2 | 161 | 149 | +12 |
|         | 6    | Spagna        | 6 | 3 | 0 | 3 | 151 | 143 | +8  |
|         | 7    | Svezia        | 6 | 2 | 1 | 3 | 170 | 174 | -4  |
|         | 8    | Angola        | 6 | 2 | 0 | 4 | 143 | 159 | -16 |
|         | 9    | Romania       | 5 | 2 | 0 | 3 | 108 | 119 | −11 |
|         | 10   | Corea del Sud | 5 | 1 | 1 | 3 | 130 | 136 | −6  |
|         | 11   | Montenegro    | 5 | 0 | 0 | 5 | 107 | 134 | −27 |
|         | 12   | Argentina     | 5 | 0 | 0 | 5 | 101 | 147 | −46 |

## Podi
| Evento           | Oro       | Argento | Bronzo   |
| Torneo maschile  | Danimarca | Francia | Germania |
| Torneo femminile | Russia    | Francia | Norvegia |

## Medagliere
| Posizione | Paese     |   |   |   | Totale |
| --------- | --------- | - | - | - | ------ |
| 1         | Danimarca | 1 | 0 | 0 | 1      |
| 1         | Russia    | 1 | 0 | 0 | 1      |
| 3         | Francia   | 0 | 2 | 0 | 2      |
| 4         | Germania  | 0 | 0 | 1 | 1      |
| 4         | Norvegia  | 0 | 0 | 1 | 1      |
| Totale    | Totale    | 2 | 2 | 2 | 6      |